# Corinna Kirchhoff
Corinna Kirchhoff (* 9. März 1958 in Düsseldorf) ist eine deutsche Schauspielerin.

## Leben
Kirchhoff studierte an der Max-Reinhardt-Schule für Schauspiel in Berlin. Ihr spektakuläres Theaterdebüt gab sie 1983 unter der Regie von Peter Stein an der Schaubühne am Lehniner Platz als Irina in Tschechows Drei Schwestern. 1984 erhielt sie den O.E. Hasse-Preis. Seitdem wirkte sie in zahlreichen Theaterstücken sowie diversen Produktionen für Film und Fernsehen mit. 1996 wurde sie von der Theaterzeitschrift Theater heute zur Schauspielerin des Jahres gewählt. In Peter Steins Inszenierung von Goethes Faust I und II spielte sie die Helena. Am Wiener Burgtheater, wo sie ab 1999 engagiert war, spielte sie Hauptrollen unter der Regie von Andrea Breth, unter anderem die Titelrolle in Maria Stuart von Friedrich Schiller. Für ihre Darstellung der Maria Stuart erhielt sie 2002 eine Nestroy-Nominierung als Beste Schauspielerin. Bei den Salzburger Festspielen war sie als Genia in Schnitzlers Das weite Land zu sehen. Kirchhoff war ab Sommer 2005 am Schauspielhaus Zürich engagiert und wirkte hier in der erfolgreichen Uraufführung von Yasmina Rezas Der Gott des Gemetzels mit (Einladung zum Berliner Theatertreffen 2007). Sie ist 
seit der Spielzeit 2017/18 Mitglied des Berliner Ensembles. Zwischenzeitlich war sie am Schauspiel Frankfurt engagiert. Für den Film Ein Leben lang war sie als beste Schauspielerin für den Deutschen Fernsehpreis 2022 nominiert.

## Politisches Engagement
Im Februar 2023 war Kirchhoff Erstunterzeichnerin einer von Sahra Wagenknecht und Alice Schwarzer initiierten Petition an Olaf Scholz, die zu Diplomatie und Verhandlungen und gegen weitere „eskalierende Waffenlieferungen“ an die Ukraine im Zuge des russischen Überfalls aufrief.

## Filmografie (Auswahl)
- 1986: Die letzte Rolle (Fernsehfilm)
- 1986: Triumph der Liebe (Fernsehfilm)
- 1986: Drei Schwestern (Fernsehfilm)
- 1986: Die Reise
- 1989: Das Spinnennetz
- 1992: Moebius
- 1992: Alles Lüge
- 1999: Tatort: Auf dem Kriegspfad (Fernsehreihe)
- 2005: Kanzleramt (Fernsehserie, 3 Folgen)
- 2005: Tatort: Schattenhochzeit
- 2007: Zodiak – Der Horoskop-Mörder (Fernsehserie, 4 Folgen)
- 2007: Tatort: Schleichendes Gift
- 2009: Zarte Parasiten
- 2010: Wolfsfährte
- 2010: Unter dir die Stadt
- 2012: Riskante Patienten
- 2013: Der Tote im Watt
- 2014: Tatort: Ohnmacht
- 2014: Polizeiruf 110: Hexenjagd
- 2014: Blütenträume
- seit 2014: Sarah Kohr (Fernsehreihe)
  - 2014: Der letzte Kronzeuge – Flucht in die Alpen
  - 2018: Mord im Alten Land
  - 2019: Das verschwundene Mädchen
  - 2020: Teufelsmoor
  - 2021: Schutzbefohlen
  - 2022: Geister der Vergangenheit
  - 2024: Koma
- 2016: Die Diplomatin – Entführung in Manila
- 2016: Tatort: Es lebe der Tod
- 2017: Kommissarin Heller: Verdeckte Spuren (Fernsehreihe)
- 2017: Viel zu nah
- 2017: Casting
- 2018: Die Galoschen des Glücks
- 2019: Die Neue Zeit (Fernsehserie)
- 2019: Dead End (Fernsehserie, 3 Folgen)
- 2020: Tatort: Unklare Lage
- 2021: Tatort: Wer zögert, ist tot
- seit 2021: Die Eifelpraxis (Fernsehreihe)
- 2022: Ein Leben lang
- 2022: Polizeiruf 110: Black Box
- 2023: Paradise
- 2025: Ein Sommer in Italien (Fernsehreihe)
- 2025: Friesland: Abdrift
- 2025: Tatort: Borowski und das Haupt der Medusa
- 2025: Erzgebirgskrimi – Die letzte Note

## Theater (Auswahl)
- 1984 Anton Tschechow: Drei Schwestern (Irina), Regie: Peter Stein (Schaubühne am Lehniner Platz Berlin)
- 1993: Henrik Ibsen: Hedda Gabler (Hedda) – Regie: Andrea Breth (Schaubühne am Lehniner Platz Berlin)

Burgtheater:
- 2000: Onkel Wanja von Anton Tschechow, Regie: Andrea Breth, Rolle: Elena Andrejewna – Burgtheater
- 2001: Maria Stuart von Friedrich Schiller, Regie: Andrea Breth, Rolle: Maria Stuart – Burgtheater
- 2003: Was ihr wollt von William Shakespeare, Rolle: Olivia
- 2004: Emilia Galotti von Gotthold Ephraim Lessing, Regie Andrea Breth, Rolle: Gräfin Orsina
- 2004: Die Ziege oder Wer ist Sylvia? von Edward Albee, Rolle: Stevie
- 2010: Das Begräbnis von Thomas Vinterberg, Regie: Thomas Vinterberg, Rolle: Else, die Mutter – Burgtheater
- 2011: Das weite Land von Arthur Schnitzler, Regie: Alvis Hermanis, Rolle: Anna Meinhold-Aigner – Burgtheater
- 2012: Der Komet von Justine del Corte, Regie: Roland Schimmelpfennig, Rolle: Greta – Akademietheater
- 2014: König Lear von William Shakespeare, Regie: Peter Stein, Rolle: Goneril – Burgtheater
- 2020: Gespenster von Henrik Ibsen

## Hörspiele
- 2001: Józef Ignacy Kraszewski: Gräfin Cosel (Gräfin Cosel) – Regie: Walter Niklaus (Hörspiel (5 Teile) – MDR)
- 2004: Karin Fossum: Dunkler Schlaf – Regie: Götz Naleppa (Kriminalhörspiel – DLR)
- 2005: Jane Bowles: Zwei sehr ernsthafte Damen – Bearbeitung/Regie: Heike Tauch (Hörspiel – DLR)
- 2014: Tom Peuckert: Klassiker Europas – Regie: Oliver Sturm (Literarische Séance – RBB)
- 2017: Corinna Ponto, Julia Albrecht: Patentöchter – Regie: Annette Kurth (Hörspiel WDR)